# فهرست قطعنامه‌های شورای امنیت ۱۴۰۱ تا ۱۵۰۰
| قطعنامه‌های شورای امنیت                                      |
| ----------------------------------------------------------- |
| منابع: نشست‌های شورای امنیت • UNBISnet • ویکی‌نبشته           |
| ۱ تا ۱۰۰ (۱۹۴۶–۱۹۵۳)                                        |
| ۱۰۱ تا ۲۰۰ (۱۹۵۳–۱۹۶۵)                                      |
| ۲۰۱ تا ۳۰۰ (۱۹۶۵–۱۹۷۱)                                      |
| ۳۰۱ تا ۴۰۰ (۱۹۷۱–۱۹۷۶)                                      |
| ۴۰۱ تا ۵۰۰ (۱۹۷۶–۱۹۸۲)                                      |
| ۵۰۱ تا ۶۰۰ (۱۹۸۲–۱۹۸۷)                                      |
| ۶۰۱ تا ۷۰۰ (۱۹۸۷–۱۹۹۱)                                      |
| ۷۰۱ تا ۸۰۰ (۱۹۹۱–۱۹۹۳)                                      |
| ۸۰۱ تا ۹۰۰ (۱۹۹۳–۱۹۹۴)                                      |
| ۹۰۱ تا ۱۰۰۰ (۱۹۹۴–۱۹۹۵)                                     |
| ۱۰۰۱ تا ۱۱۰۰ (۱۹۹۵–۱۹۹۷)                                    |
| ۱۱۰۱ تا ۱۲۰۰ (۱۹۹۷–۱۹۹۸)                                    |
| ۱۲۰۱ تا ۱۳۰۰ (۱۹۹۸–۲۰۰۰)                                    |
| ۱۳۰۱ تا ۱۴۰۰ (۲۰۰۰–۲۰۰۲)                                    |
| ۱۴۰۱ تا ۱۵۰۰ (۲۰۰۲–۲۰۰۳)                                    |
| ۱۵۰۱ تا ۱۶۰۰ (۲۰۰۳–۲۰۰۵)                                    |
| ۱۶۰۱ تا ۱۷۰۰ (۲۰۰۵–۲۰۰۶)                                    |
| ۱۷۰۱ تا ۱۸۰۰ (۲۰۰۶–۲۰۰۸)                                    |
| ۱۸۰۱ تا ۱۹۰۰ (۲۰۰۸–۲۰۰۹)                                    |
| ۱۹۰۱ تا ۲۰۰۰ (۲۰۰۹–۲۰۱۱)                                    |
| ۲۰۰۱ تا ۲۱۰۰ (۲۰۱۱–۲۰۱۳)                                    |
| ۲۱۰۱ تا ۲۲۰۰ (۲۰۱۳–۲۰۱۵)                                    |
| ۲۲۰۱ تا ۲۳۰۰ (۲۰۱۵–۲۰۱۶)                                    |
| ۲۳۰۱ تا ۲۴۰۰ (۲۰۱۶–۲۰۱۸)                                    |
| ۲۲۰۱ تا ۲۳۰۰ (۲۰۱۸–تاکنون)                                  |
| متن مربوطه در ویکی‌نبشته : قطعنامه‌های شورای امنیت سازمان ملل |

فهرست زیر، شامل قطعنامه‌های سازمان ملل متحد از قطعنامهٔ شمارهٔ ۱۴۰۱ تا ۱۵۰۰ است که در بازهٔ زمانی ۲۸ مارس ۲۰۰۲ میلادی تا ۲۸ مارس ۲۰۰۲ به تصویب رسیده‌است.
| شمارهٔ قطعنامه | تاریخ           | آرا (موافق-ممتنع-مخالف) | موضوع نشست                                                                          |
| ------------- | --------------- | ----------------------- | ----------------------------------------------------------------------------------- |
| ۱۴۰۱          | ۲۸ مارس ۲۰۰۲    | ۱۵-۰-۰                  | اوضاع در افغانستان                                                                  |
| ۱۴۰۲          | ۳۰ مارس ۲۰۰۲    | ۱۴-۰-۰                  | بررسی وضعیت خاورمیانه، از جمله مسئله فلسطین                                         |
| ۱۴۰۳          | ۰۴ آوریل ۲۰۰۲   | ۱۵-۰-۰                  | بررسی وضعیت خاورمیانه، از جمله مسئله فلسطین                                         |
| ۱۴۰۴          | ۱۸ آوریل ۲۰۰۲   | ۱۵-۰-۰                  | بررسی وضعیت در آنگولا                                                               |
| ۱۴۰۵          | ۱۹ آوریل ۲۰۰۲   | ۱۵-۰-۰                  | بررسی وضعیت خاورمیانه، از جمله مسئله فلسطین                                         |
| ۱۴۰۶          | ۳۰ آوریل ۲۰۰۲   | ۱۵-۰-۰                  | بررسی وضعیت صحرای غربی                                                              |
| ۱۴۰۷          | ۰۳ مه ۲۰۰۲      | ۱۵-۰-۰                  | بررسی وضعیت در سومالی                                                               |
| ۱۴۰۸          | ۰۶ مه ۲۰۰۲      | ۱۵-۰-۰                  | بررسی وضعیت در لیبریا                                                               |
| ۱۴۰۹          | ۱۴ مه ۲۰۰۲      | ۱۵-۰-۰                  | بررسی وضعیت میان عراق و کویت                                                        |
| ۱۴۱۰          | ۱۷ مه ۲۰۰۲      | ۱۵-۰-۰                  | اوضاع در تیمور شرقی                                                                 |
| ۱۴۱۱          | ۱۷ مه ۲۰۰۲      | ۱۵-۰-۰                  | دادگاه جنایی بین‌المللی برای رواندا و یوگسلاوی سابق                                  |
| ۱۴۱۲          | ۱۷ مه ۲۰۰۲      | ۱۵-۰-۰                  | بررسی وضعیت در آنگولا                                                               |
| ۱۴۱۳          | ۲۳ مه ۲۰۰۲      | ۱۵-۰-۰                  | اوضاع در افغانستان                                                                  |
| ۱۴۱۴          | ۲۳ مه ۲۰۰۲      | - -                     | پذیرش اعضای جدید سازمان ملل متحد: جمهوری دموکراتیک تیمور شرقی                       |
| ۱۴۱۵          | ۳۰ مه ۲۰۰۲      | ۱۵-۰-۰                  | بررسی وضعیت خاورمیانه                                                               |
| ۱۴۱۶          | ۱۳ ژوئن ۲۰۰۲    | ۱۵-۰-۰                  | بررسی وضعیت در قبرس                                                                 |
| ۱۴۱۷          | ۱۴ ژوئن ۲۰۰۲    | ۱۵-۰-۰                  | اوضاع در مورد جمهوری دموکراتیک کنگو                                                 |
| ۱۴۱۸          | ۲۱ ژوئن ۲۰۰۲    | ۱۵-۰-۰                  | بررسی وضعیت در بوسنی و هرزگوین                                                      |
| ۱۴۱۹          | ۲۶ ژوئن ۲۰۰۲    | ۱۵-۰-۰                  | اوضاع در افغانستان                                                                  |
| ۱۴۲۰          | ۳۰ ژوئن ۲۰۰۲    | ۱۵-۰-۰                  | بررسی وضعیت در بوسنی و هرزگوین                                                      |
| ۱۴۲۱          | ۰۳ ژوئیه ۲۰۰۲   | ۱۵-۰-۰                  | بررسی وضعیت در بوسنی و هرزگوین                                                      |
| ۱۴۲۲          | ۱۲ ژوئیه ۲۰۰۲   | ۱۵-۰-۰                  | حافظ صلح سازمان ملل                                                                 |
| ۱۴۲۳          | ۱۲ ژوئیه ۲۰۰۲   | ۱۵-۰-۰                  | بررسی وضعیت در بوسنی و هرزگوین                                                      |
| ۱۴۲۴          | ۱۲ ژوئیه ۲۰۰۲   | ۱۵-۰-۰                  | بررسی وضعیت در کرواسی                                                               |
| ۱۴۲۵          | ۲۲ ژوئیه ۲۰۰۲   | ۱۵-۰-۰                  | بررسی وضعیت در سومالی                                                               |
| ۱۴۲۶          | ۲۴ ژوئیه ۲۰۰۲   | - -                     | پذیرش اعضای جدید سازمان ملل متحد: کنفدراسیون سوئیس                                  |
| ۱۴۲۷          | ۲۹ ژوئیه ۲۰۰۲   | ۱۵-۰-۰                  | بررسی وضعیت در گرجستان                                                              |
| ۱۴۲۸          | ۳۰ ژوئیه ۲۰۰۲   | ۱۵-۰-۰                  | بررسی وضعیت خاورمیانه                                                               |
| ۱۴۲۹          | ۳۰ ژوئیه ۲۰۰۲   | ۱۵-۰-۰                  | بررسی وضعیت صحرای غربی                                                              |
| ۱۴۳۰          | ۱۴ اوت ۲۰۰۲     | ۱۵-۰-۰                  | بررسی وضعیت میان اریتره و اتیوپی                                                    |
| ۱۴۳۱          | ۱۴ اوت ۲۰۰۲     | ۱۵-۰-۰                  | دادگاه جنایی بین‌المللی برای رواندا                                                  |
| ۱۴۳۲          | ۱۵ اوت ۲۰۰۲     | ۱۵-۰-۰                  | بررسی وضعیت در آنگولا                                                               |
| ۱۴۳۳          | ۱۵ اوت ۲۰۰۲     | ۱۵-۰-۰                  | بررسی وضعیت در آنگولا                                                               |
| ۱۴۳۴          | ۰۶ سپتامبر ۲۰۰۲ | ۱۵-۰-۰                  | بررسی وضعیت میان اریتره و اتیوپی                                                    |
| ۱۴۳۵          | ۲۴ سپتامبر ۲۰۰۲ | ۱۴-۱-۰                  | بررسی وضعیت خاورمیانه، از جمله مسئله فلسطین                                         |
| ۱۴۳۶          | ۲۴ سپتامبر ۲۰۰۲ | ۱۵-۰-۰                  | بررسی وضعیت در سیرالئون                                                             |
| ۱۴۳۷          | ۱۱ اکتبر ۲۰۰۲   | ۱۵-۰-۰                  | بررسی وضعیت در کرواسی                                                               |
| ۱۴۳۸          | ۱۴ اکتبر ۲۰۰۲   | ۱۵-۰-۰                  | تهدید صلح و امنیت بین‌المللی ناشی از اقدامات تروریستی                                |
| ۱۴۳۹          | ۱۸ اکتبر ۲۰۰۲   | ۱۵-۰-۰                  | بررسی وضعیت در آنگولا                                                               |
| ۱۴۴۰          | ۲۴ اکتبر ۲۰۰۲   | ۱۵-۰-۰                  | تهدید صلح و امنیت بین‌المللی ناشی از اقدامات تروریستی                                |
| ۱۴۴۱          | ۰۸ نوامبر ۲۰۰۲  | ۱۵-۰-۰                  | بررسی وضعیت میان عراق و کویت                                                        |
| ۱۴۴۲          | ۲۵ نوامبر ۲۰۰۲  | ۱۵-۰-۰                  | بررسی وضعیت در قبرس                                                                 |
| ۱۴۴۳          | ۲۵ نوامبر ۲۰۰۲  | ۱۵-۰-۰                  | بررسی وضعیت میان عراق و کویت                                                        |
| ۱۴۴۴          | ۲۷ نوامبر ۲۰۰۲  | ۱۵-۰-۰                  | اوضاع در افغانستان                                                                  |
| ۱۴۴۵          | ۰۴ دسامبر ۲۰۰۲  | ۱۵-۰-۰                  | اوضاع در مورد جمهوری دموکراتیک کنگو                                                 |
| ۱۴۴۶          | ۰۴ دسامبر ۲۰۰۲  | ۱۵-۰-۰                  | بررسی وضعیت در سیرالئون                                                             |
| ۱۴۴۷          | ۰۴ دسامبر ۲۰۰۲  | ۱۵-۰-۰                  | بررسی وضعیت میان عراق و کویت                                                        |
| ۱۴۴۸          | ۰۹ دسامبر ۲۰۰۲  | ۱۵-۰-۰                  | بررسی وضعیت در آنگولا                                                               |
| ۱۴۴۹          | ۱۳ دسامبر ۲۰۰۲  | ۱۵-۰-۰                  | دادگاه جنایی بین‌المللی برای رواندا                                                  |
| ۱۴۵۰          | ۱۳ دسامبر ۲۰۰۲  | ۱۴-۰-۱                  | تهدید صلح و امنیت بین‌المللی ناشی از اقدامات تروریستی                                |
| ۱۴۵۱          | ۱۷ دسامبر ۲۰۰۲  | ۱۵-۰-۰                  | بررسی وضعیت خاورمیانه                                                               |
| ۱۴۵۲          | ۲۰ دسامبر ۲۰۰۲  | ۱۵-۰-۰                  | اوضاع در افغانستان                                                                  |
| ۱۴۵۳          | ۲۴ دسامبر ۲۰۰۲  | ۱۵-۰-۰                  | اوضاع در افغانستان                                                                  |
| ۱۴۵۴          | ۳۰ دسامبر ۲۰۰۲  | ۱۳-۲-۰                  | بررسی وضعیت میان عراق و کویت                                                        |
| ۱۴۵۵          | ۱۷ ژانویه ۲۰۰۳  | ۱۵-۰-۰                  | تهدید صلح و امنیت بین‌المللی ناشی از اقدامات تروریستی                                |
| ۱۴۵۶          | ۲۰ ژانویه ۲۰۰۳  | ۱۵-۰-۰                  | نشست شورای عالی امنیت: مبارزه با تروریسم                                            |
| ۱۴۵۷          | ۲۴ ژانویه ۲۰۰۳  | ۱۵-۰-۰                  | اوضاع در مورد جمهوری دموکراتیک کنگو                                                 |
| ۱۴۵۷          | ۲۸ ژانویه ۲۰۰۳  | ۱۵-۰-۰                  | بررسی وضعیت در لیبریا                                                               |
| ۱۴۵۹          | ۲۸ ژانویه ۲۰۰۳  | ۱۵-۰-۰                  | طرح فرایند صدور گواهینامه کیمبرلی                                                   |
| ۱۴۶۰          | ۳۰ ژانویه ۲۰۰۳  | ۱۵-۰-۰                  | کودکان و درگیری‌های مسلحانه                                                          |
| ۱۴۶۱          | ۳۰ ژانویه ۲۰۰۳  | ۱۵-۰-۰                  | بررسی وضعیت خاورمیانه                                                               |
| ۱۴۶۲          | ۳۰ ژانویه ۲۰۰۳  | ۱۵-۰-۰                  | بررسی وضعیت در گرجستان                                                              |
| ۱۴۶۳          | ۳۰ ژانویه ۲۰۰۳  | ۱۵-۰-۰                  | بررسی وضعیت صحرای غربی                                                              |
| ۱۴۶۴          | ۳۰ ژانویه ۲۰۰۳  | ۱۵-۰-۰                  | بررسی وضعیت در ساحل عاج                                                             |
| ۱۴۶۵          | ۱۳ فوریه ۲۰۰۳   | ۱۵-۰-۰                  | تهدید صلح و امنیت بین‌المللی ناشی از اقدامات تروریستی                                |
| ۱۴۶۶          | ۱۴ مارس ۲۰۰۳    | ۱۵-۰-۰                  | بررسی وضعیت میان اریتره و اتیوپی                                                    |
| ۱۴۶۷          | ۱۸ مارس ۲۰۰۳    | ۱۵-۰-۰                  | تکثیر سلاح‌های کوچک و سبک و فعالیت‌های مزدورانه: تهدید برای صلح و امنیت در غرب آفریقا |
| ۱۴۶۸          | ۲۰ مارس ۲۰۰۳    | ۱۵-۰-۰                  | اوضاع در مورد جمهوری دموکراتیک کنگو                                                 |
| ۱۴۶۹          | ۲۵ مارس ۲۰۰۳    | ۱۵-۰-۰                  | بررسی وضعیت صحرای غربی                                                              |
| ۱۴۷۰          | ۲۸ مارس ۲۰۰۳    | ۱۵-۰-۰                  | بررسی وضعیت در سیرالئون                                                             |
| ۱۴۷۱          | ۲۸ مارس ۲۰۰۳    | ۱۵-۰-۰                  | اوضاع در افغانستان                                                                  |
| ۱۴۷۲          | ۲۸ مارس ۲۰۰۳    | ۱۵-۰-۰                  | بررسی وضعیت میان عراق و کویت                                                        |
| ۱۴۷۳          | ۰۴ آوریل ۲۰۰۳   | ۱۵-۰-۰                  | اوضاع در تیمور شرقی                                                                 |
| ۱۴۷۴          | ۰۸ آوریل ۲۰۰۳   | ۱۵-۰-۰                  | بررسی وضعیت در سومالی                                                               |
| ۱۴۷۵          | ۱۴ آوریل ۲۰۰۳   | ۱۵-۰-۰                  | بررسی وضعیت در قبرس                                                                 |
| ۱۴۷۶          | ۲۴ آوریل ۲۰۰۳   | ۱۵-۰-۰                  | بررسی وضعیت میان عراق و کویت                                                        |
| ۱۴۷۷          | ۲۹ آوریل ۲۰۰۳   | ۱۵-۰-۰                  | دادگاه جنایی بین‌المللی برای رواندا                                                  |
| ۱۴۷۸          | ۰۶ مه ۲۰۰۳      | ۱۵-۰-۰                  | بررسی وضعیت در لیبریا                                                               |
| ۱۴۷۹          | ۱۳ مه ۲۰۰۳      | ۱۵-۰-۰                  | بررسی وضعیت در ساحل عاج                                                             |
| ۱۴۸۰          | ۱۹ مه ۲۰۰۳      | ۱۵-۰-۰                  | اوضاع در تیمور شرقی                                                                 |
| ۱۴۸۱          | ۱۹ مه ۲۰۰۳      | ۱۵-۰-۰                  | دادگاه جنایی بین‌المللی برای یوگسلاوی سابق                                           |
| ۱۴۸۲          | ۱۹ مه ۲۰۰۳      | ۱۵-۰-۰                  | دادگاه جنایی بین‌المللی برای رواندا                                                  |
| ۱۴۸۳          | ۲۲ مه ۲۰۰۳      | ۱۴-۰-۰                  | بررسی وضعیت میان عراق و کویت                                                        |
| ۱۴۸۴          | ۳۰ مه ۲۰۰۳      | ۱۵-۰-۰                  | اوضاع در مورد جمهوری دموکراتیک کنگو                                                 |
| ۱۴۸۵          | ۳۰ مه ۲۰۰۳      | ۱۵-۰-۰                  | بررسی وضعیت صحرای غربی                                                              |
| ۱۴۸۶          | ۱۱ ژوئن ۲۰۰۲    | ۱۵-۰-۰                  | بررسی وضعیت در قبرس                                                                 |
| ۱۴۸۷          | ۱۲ ژوئن ۲۰۰۳    | ۱۲-۳-۰                  | حافظ صلح سازمان ملل                                                                 |
| ۱۴۸۸          | ۲۶ ژوئن ۲۰۰۳    | ۱۵-۰-۰                  | بررسی وضعیت خاورمیانه                                                               |
| ۱۴۸۹          | ۲۶ ژوئن ۲۰۰۳    | ۱۵-۰-۰                  | اوضاع در مورد جمهوری دموکراتیک کنگو                                                 |
| ۱۴۹۰          | ۰۳ ژوئیه ۲۰۰۳   | ۱۵-۰-۰                  | بررسی وضعیت میان عراق و کویت                                                        |
| ۱۴۹۱          | ۱۱ ژوئیه ۲۰۰۳   | ۱۵-۰-۰                  | بررسی وضعیت در بوسنی و هرزگوین                                                      |
| ۱۴۹۲          | ۱۸ ژوئیه ۲۰۰۳   | ۱۵-۰-۰                  | بررسی وضعیت در سیرالئون                                                             |
| ۱۴۹۳          | ۲۸ ژوئیه ۲۰۰۳   | ۱۵-۰-۰                  | اوضاع در مورد جمهوری دموکراتیک کنگو                                                 |
| ۱۴۹۴          | ۳۰ ژوئیه ۲۰۰۳   | ۱۵-۰-۰                  | بررسی وضعیت در گرجستان                                                              |
| ۱۴۹۵          | ۳۱ ژوئیه ۲۰۰۳   | ۱۵-۰-۰                  | بررسی وضعیت صحرای غربی                                                              |
| ۱۴۹۶          | ۳۱ ژوئیه ۲۰۰۳   | ۱۵-۰-۰                  | بررسی وضعیت خاورمیانه                                                               |
| ۱۴۹۷          | ۰۱ اوت ۲۰۰۳     | ۱۲-۳-۰                  | بررسی وضعیت در لیبریا                                                               |
| ۱۴۹۸          | ۰۴ اوت ۲۰۰۳     | ۱۵-۰-۰                  | بررسی وضعیت در ساحل عاج                                                             |
| ۱۴۹۹          | ۱۳ اوت ۲۰۰۳     | ۱۵-۰-۰                  | اوضاع در مورد جمهوری دموکراتیک کنگو                                                 |
| ۱۵۰۰          | ۱۴ اوت ۲۰۰۳     | ۱۴-۱-۰                  | بررسی وضعیت میان عراق و کویت                                                        |